# Будинок Лучицьких
Будинок Лучицьких — пам'ятка історії місцевого значення у Печерському районі міста Києва. Охоронний номер 409. Будинок розташовано на розі вулиці Інститутська та Кріпосного провулка.

## Галерея

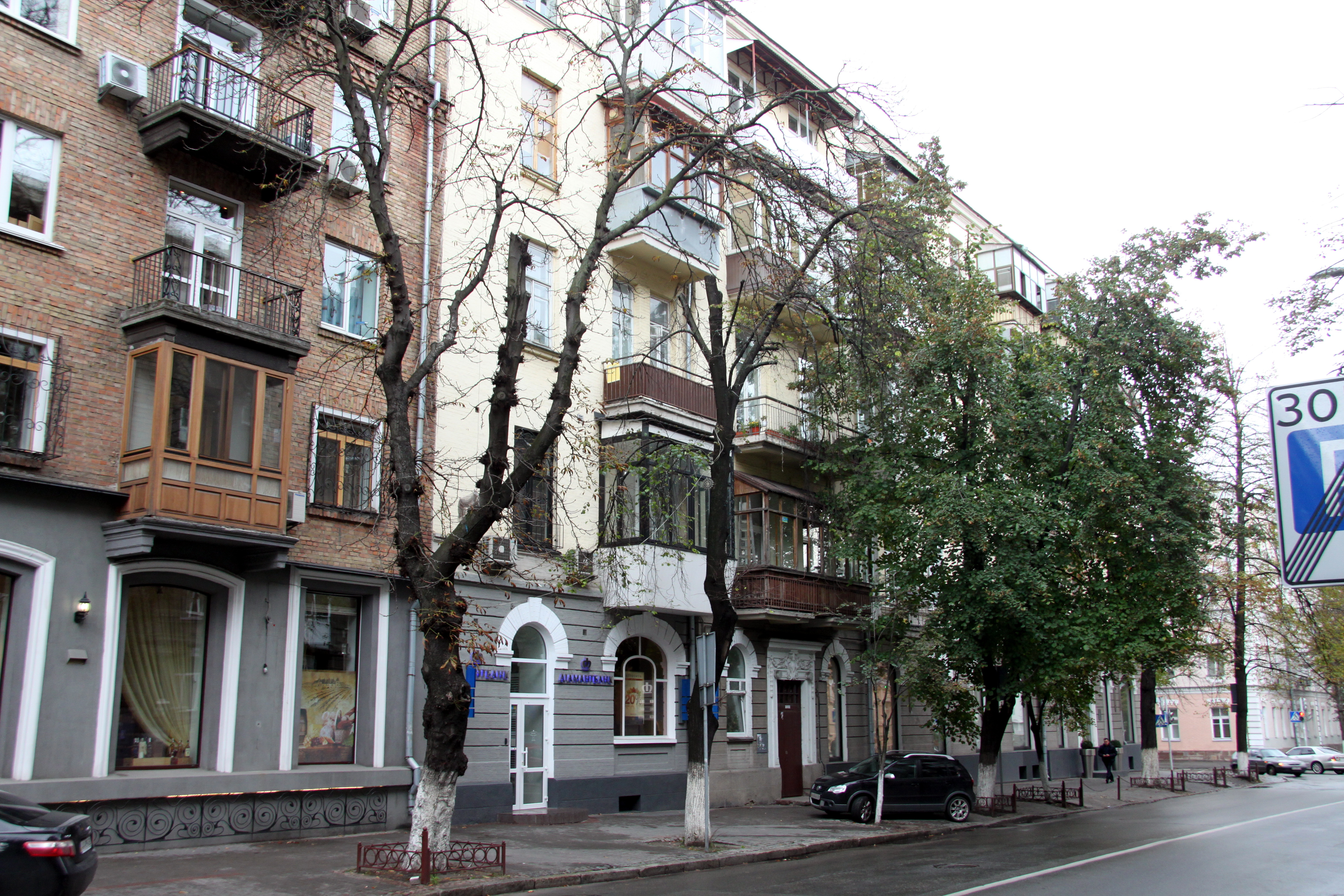
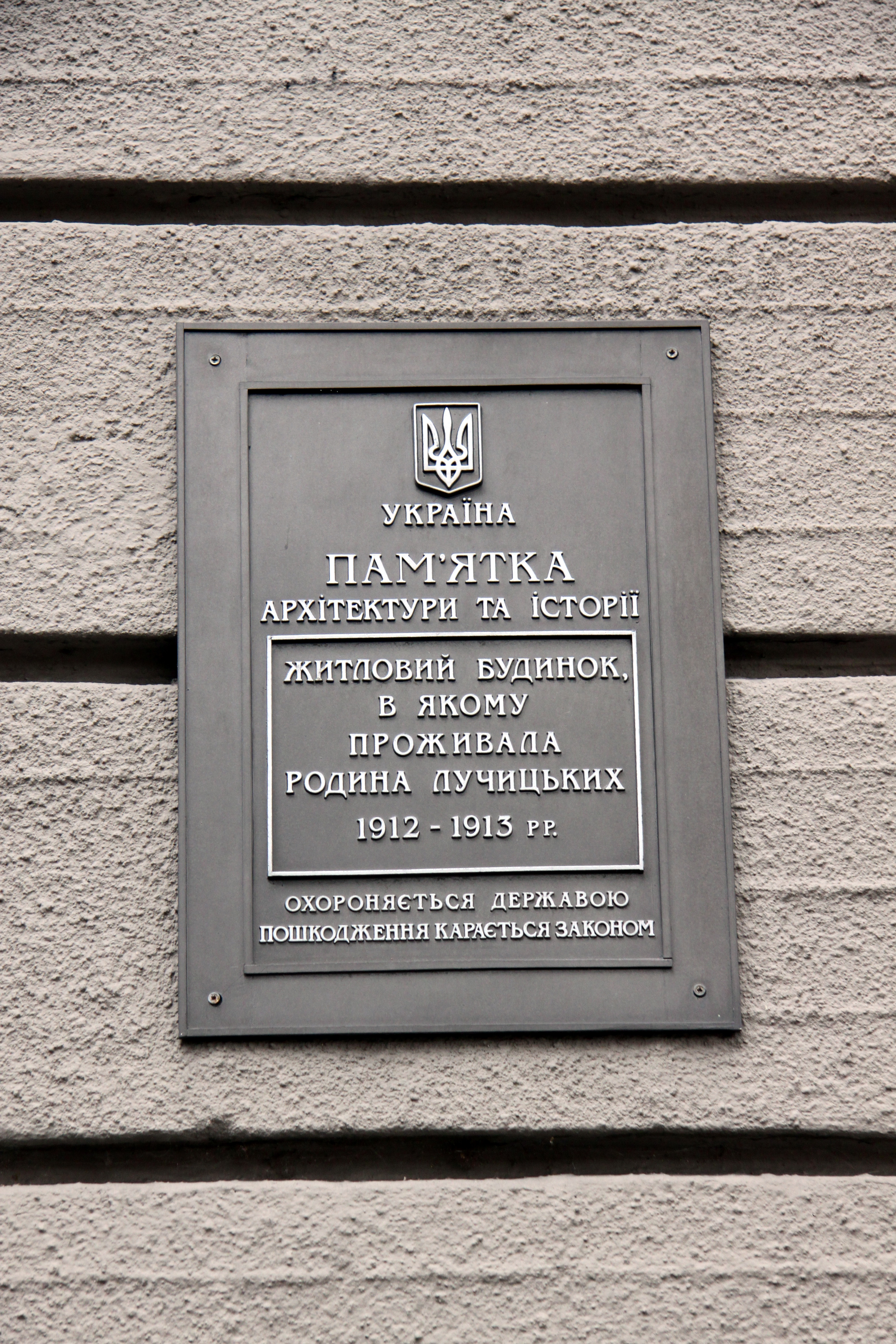
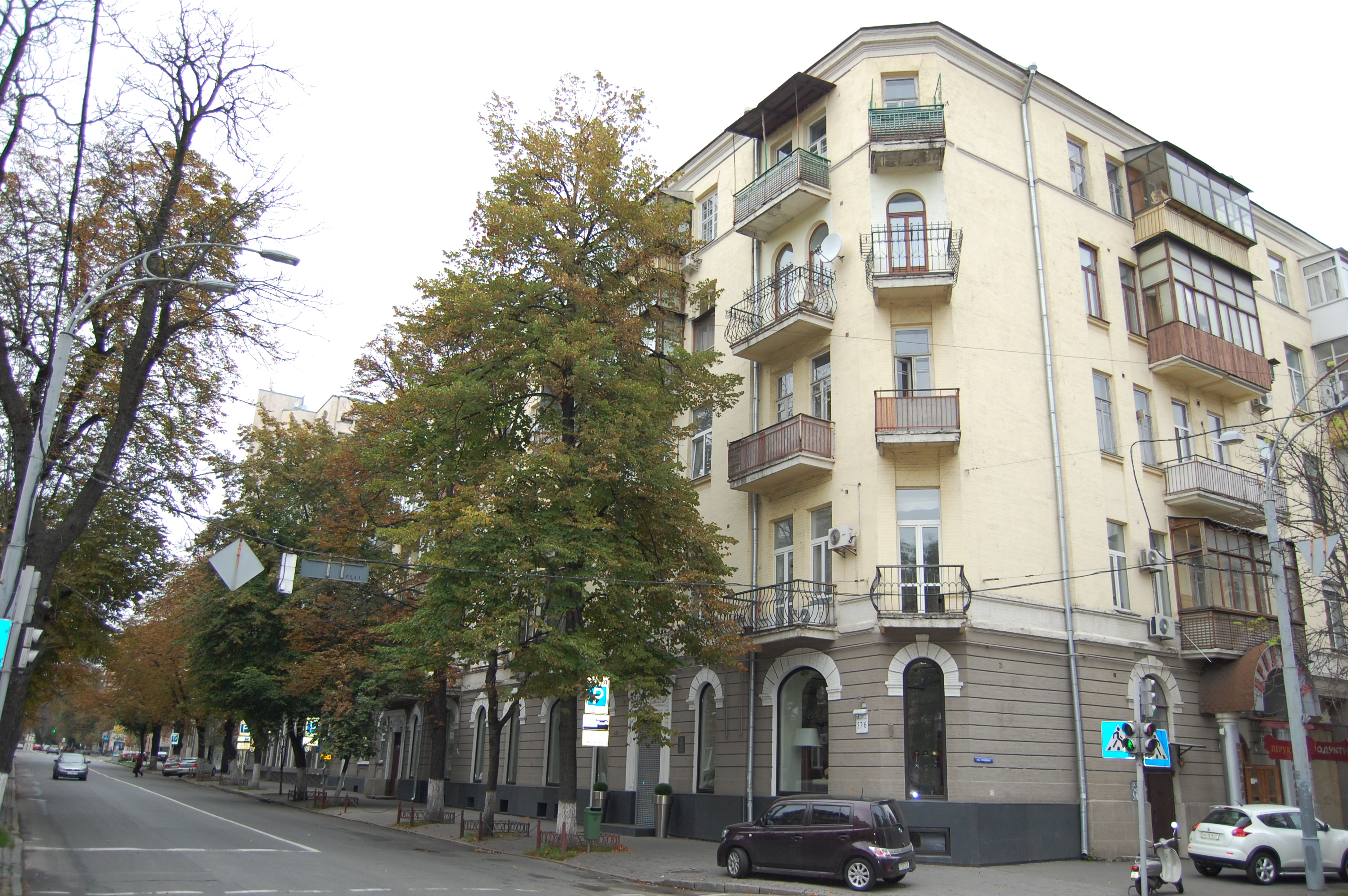

## Загальний опис пам'ятки
Будинок було споруджено як прибутковий будинок для Марії Лучицької за проектом архітектора Валеріяна Рикова. Будинок цегляний, з підвалом. П'ятиповерховий. Перший поверх оздоблений, тоді як верхні поверхи майже неприкрашені. Вхідні двері на вулицю Інститутську прикрашені монограмами власниці «М. Л.». Будинок у стилі модерн.

## Історія
У будинку жила родина Лучицьких. Марія та її чоловік, Іван, мешкали у квартирі № 6 на третьому поверсі. Їхній син, Володимир, мешкав у квартирі № 22 на четвертому поверсі (із 1913 по 1923 рр.). З 1912 по 1920-ті роки тут також проживав Л. С. Лічков, статистик, літератор, співробітник «Киевской старины».